# Weingut Dönnhoff
Das Weingut Hermann Dönnhoff liegt in Oberhausen an der Nahe, einer Ortsgemeinde im Landkreis Bad Kreuznach in Rheinland-Pfalz und gehört zum deutschen Weinbaugebiet Nahe.

## Geschichte
Seit 1991 ist das Weingut Mitglied im Verband Deutscher Prädikatsweingüter (VDP). Die Rebstöcke wachsen auf neun verschiedenen „Ersten Lagen“. Das Weingut wird in dritter Generation geführt. Helmut Dönnhoff übernahm das Gut 1971 von seinem Vater Hermann und führte es auf seine jetzige Größe von 28 ha Rebfläche. Seit 2007 ist Cornelius Dönnhoff für den Keller verantwortlich. Das Weingut ist für seine Rieslinge international bekannt.

## Anbaugebiet/Boden
Die Reben wachsen auf Steil- und Steilstlagen in einer vulkanisch geprägten Landschaft. Die Böden sind größtenteils aus schwarzgrauem Schiefer, durchzogen von vulkanischem Eruptivgestein, Porphyr und Kalk.
Das Weingut baut zu 80 % Riesling und zu 20 % Weiß- und Grauburgunder an. Die Hermannshöhle ist die bedeutendste Lage des Weingutes. Seit über 100 Jahren ist sie die am höchsten bewertete Lage an der Nahe. Ein kleiner Bergwerksstollen in der Mitte dieser Lage („Höhle“) ist für den Namen verantwortlich. Hermann leitet sich ab von Hermes, dem römischen Schutzgott der Boten und Reisenden und ist wahrscheinlich ein Hinweis auf eine alte Kultstätte an dieser Stelle.

## Lagen
- Niederhäuser Hermannshöhle
- Schloßböckelheimer Felsenberg
- Oberhäuser Brücke
- Oberhäuser Leistenberg
- Norheimer Dellchen
- Norheimer Kirschheck
- Kreuznacher Kahlenberg
- Kreuznacher Krötenpfuhl
- Roxheimer Höllenpfad

## Auszeichnungen
- Staatsehrenpreis für Weinbau in Gold 1990
- Winzer des Jahres Der Feinschmecker 1999[3]
- Winzer des Jahres Gault Millau 1999[3]
- Wine Personality Wine Advocate 2003
- 1. Platz Deutscher Riesling Cup Feinschmecker 2010[3]
- 1. Platz Deutscher Riesling Cup Feinschmecker 2011[3]
- 1. Platz Deutscher Riesling Cup Feinschmecker 2012[3]
- 1. Platz Deutscher Riesling Cup Feinschmecker 2015[4]
- Seigneur du vin Grand Jury European 2012
- Weingut des Jahres – Beste Weißweinkollektion Gerhard Eichelmann 2012[3]
- 3. Platz Riesling Champion Vinum 2014
- Winzer des Jahres FAZ 2015[5]